# Rikke Göransson
Rikke Göransson (født 8. marts 1986 i Hvidovre) er en dansk tv-vært. 
Hun har været vært for Paradise Hotel i sæson 4, 5, 6, 7, 8, Reunion, 9, 10, 11, 12, 13, 14, 15, 16, 17, 19 og 20. I 2007 deltog hun selv i tredje sæson af programmet, men var dog kun med i tre dage. Samme år deltog hun ligeledes i Robinson-ekspeditionen, som hun vandt.
Rikke Göransson blev i juli 2024 mor til datteren Rio, som hun har sammen med partneren, Bruno Da Conceicao.